# Dmitrij Stepanovič Poljanskij
Dmitrij Stepanovič Poljanskij (in russo Дмитрий Степанович Полянский?; Slavjanoserbsk, 7 novembre 1917, 25 ottobre del calendario giuliano – Mosca, 8 ottobre 2001) è stato un politico e diplomatico sovietico.

## Biografia
Studiò dal 1935 al 1939 presso l'Istituto agricolo di Char'kov, poi divenne membro del Partito Comunista di tutta l'Unione e frequentò la Scuola superiore del Comitato centrale dal 1940 al 1942. Fece successivamente carriera nel partito fino a diventare nel 1954 Primo segretario del Comitato regionale della Crimea e membro del Comitato centrale della sezione ucraina. Dal 1956 al 1981 fece parte del Comitato Centrale del PCUS, mentre fu membro del Presidium dal 1960 al 1966 e del Politburo dal 1966 al 1976. Negli organismi statali, fu Presidente del Consiglio dei ministri della RSFS Russa dal 1958 al 1962, Primo vicepresidente del Consiglio dei ministri dell'Unione Sovietica dal 1965 al 1973 e Ministro dell'agricoltura dal 1973 al 1976. Si dedicò poi all'attività diplomatica, ricoprendo il ruolo di ambasciatore sovietico in Giappone dal 1976 al 1982 e in Norvegia dal 1982 al 1987, quando si ritirò in pensione.